# گمینا پاچکوو
گمینا پاچکوو (به لهستانی:  Gmina Paczków) یک گمینا در لهستان است که در شهرستان نسا واقع شده‌است. گمینا پاچکوو ۷۹٫۷ کیلومتر مربع مساحت و ۱۳٬۷۴۳ نفر جمعیت دارد.